# Vilespassens
Vilespassens (en francès Villespassans) és un municipi occità del Llenguadoc, de la regió d'Occitània, al departament de l'Erau.